# پاپفی‌های گوهرین
پاپفی‌های گوهرین (نام علمی: Eriocnemis) یک سرده از پرندگان مگس‌مرغ است که - همراه با گونه‌های موجود در سرده پاپفی‌های سبزمسی - به نام پاپفی شناخته می‌شوند. آن‌ها در جنگل‌ها، درختزارها و درختچه‌زارهای نمناک در ارتفاعات ۱۰۰۰ تا ۴۸۰۰ متر وجود دارند. در کوه‌های آند در آرژانتین، بولیوی، پرو، اکوادور، کلمبیا و ونزوئلا یافت می‌شوند. نرها دارای پرهای رنگارنگ سبز، مسی یا آبی هستند و ماده‌ها عموماً تا حدودی کدرتر هستند. بارزترین ویژگی هر دو جنس در سردهٔ Eriocnemis پاهای پفی انبوه سفید برفی آنها است که از پرهایی تشکیل شده‌است که شبیه شلوارک پشمی است. یکی از گونه‌ها، پاپفی ران‌سیاه - با پاهای پف‌کرده سیاه‌رنگ مشخص می‌شود. اکثراً دارای زیر دم متضاد آبی، بنفش یا قرمز مسی هستند، اما این زیر دم در پاپفی ران‌سیاه و پاپفی شکم‌زمردی به رنگ سبز است. دیگر ویژگی‌های مشترک همه گونه‌ها، نوک راست سیاه و سفید و دم کمی تا زیاد چنگالی است. نام این سرده توسط طبیعت‌شناس آلمانی لودویگ رایشنباخ ابداع شد که آنها را شورت برفی نامید.
در حالی که بیشتر اعضای این سرده به‌نسبت رایج هستند، سه گونه (پاپفی رنگارنگ، پاپفی سینه‌سیاه و پاپفی گلوبنددار) به شدت در بحران انقراض هستند و یک گونه (پاپفی گلوفیروزه‌ای) احتمالاً منقرض‌شده است.

## گونه‌ها
این سرده شامل ۱۱ گونه است:
- Black-breasted puffleg, Eriocnemis nigrivestis
- پاپفی گلوبنددار, Eriocnemis isabellae
- پاپفی تابان, Eriocnemis vestita
- Black-thighed puffleg, Eriocnemis derbyi
- پاپفی گلوفیروزه‌ای, Eriocnemis godini - possibly منقرض‌شده (سدۀ بیستم?)
- پاپفی شکم‌مسی, Eriocnemis cupreoventris
- Sapphire-vented puffleg, Eriocnemis luciani
  - پاپفی پس‌سرمسی, Eriocnemis (luciani) sapphiropygia
- پاپفی سینه‌زرین, Eriocnemis mosquera
- Blue-capped puffleg, Eriocnemis glaucopoides
- پاپفی رنگارنگ, Eriocnemis mirabilis
- Emerald-bellied puffleg, Eriocnemis aline